# Santosse
Santosse är en kommun i departementet Côte-d'Or i regionen Bourgogne-Franche-Comté i östra Frankrike. Kommunen ligger i kantonen Nolay som tillhör arrondissementet Beaune. År 2022 hade Santosse 60 invånare.

## Befolkningsutveckling
Antalet invånare i kommunen Santosse
Referens:INSEE